# Wilhelm Repsold
Wilhelm Repsold (* 19. März 1885 in Hamburg; † 2. Dezember 1969 in Dießen am Ammersee) war ein deutscher Bildhauer, Keramiker, Illustrator und Scherenschnittkünstler.

## Leben
Wilhelm Repsold war der Neffe des Hamburger Konstrukteurs optischer Instrumente Johann Adolf Repsold, der Enkel des Hamburger Spritzenmeisters Adolf Repsold und der Urenkel des Oberspritzenmeisters der Hamburger Feuerwehr Johann Georg Repsold.

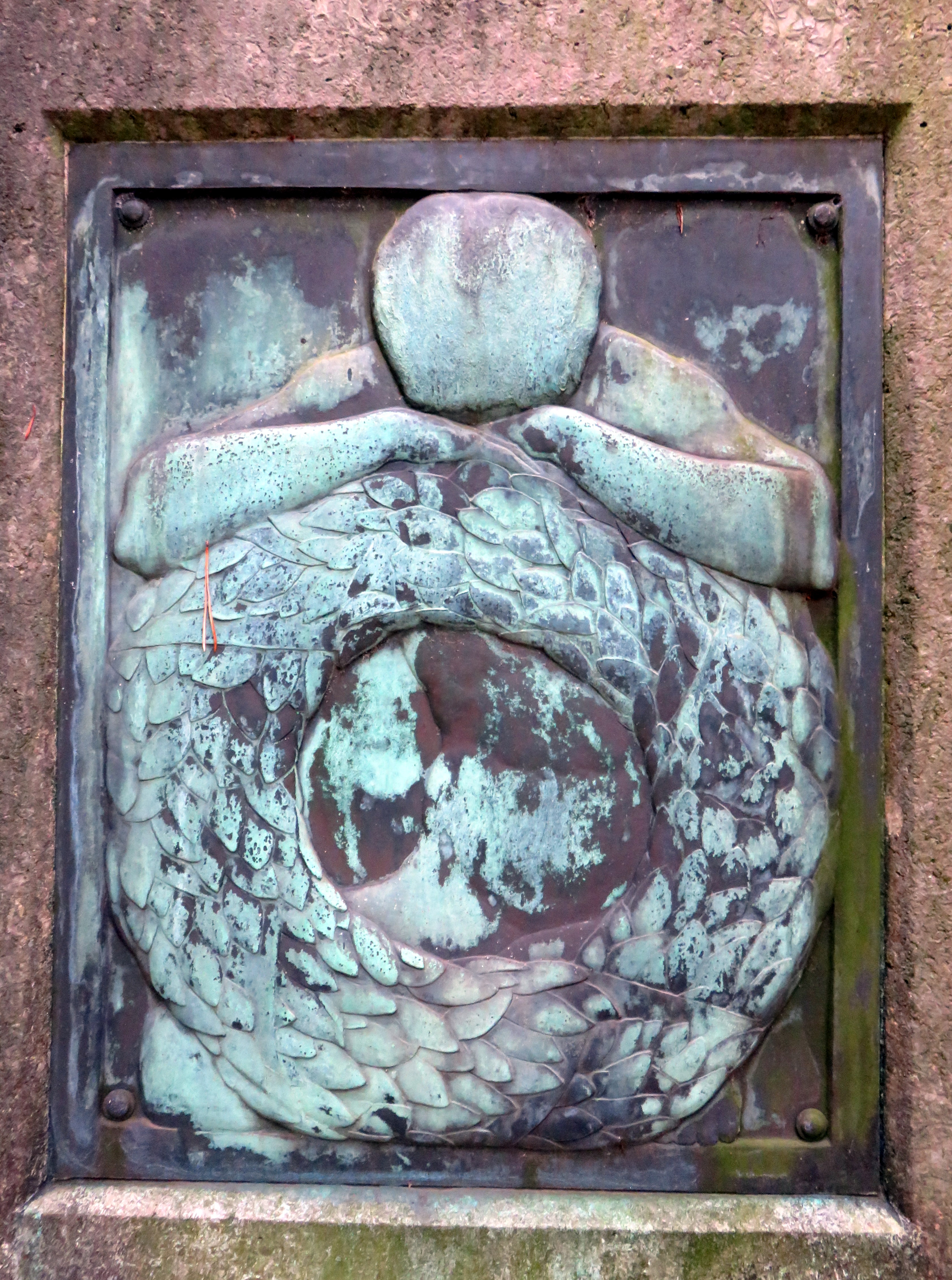
Grabstein Carl u. Oscar Repsold von Wilhelm Repsold 1911,
Friedhof Ohlsdorf

Vor seiner künstlerischen Ausbildung schuf Repsold bereits Schattenriss-Illustrationen und Scherenschnitte, die er in der Silhouetten-Ausstellung des Hohenzollern-Kunstgewerbehauses 1912 in Berlin präsentierte. 1918 ging Wilhelm Repsold nach Schweden.
Später wurde er an der Kunstgewerbeschule Dresden und an der Pariser Académie Julian ausgebildet. Er war ein Schüler des Stuttgarter Bildhauers Ludwig Habich. 
Von 1929 bis 1933 lebte er in Berlin-Steglitz in der Thorwaldsenstraße 37. „Seine Scherenschnitte zeigen köstlichen Humor und treffsichere Beobachtungsgabe.“ (Biographische Hinweise von Hans-Georg Schmidt, München)
Repsold schuf Illustrationen für Bücher und künstlerische Entwürfe für Bucheinbände, zum Beispiel für Albert Emil Brachvogel: Friedemann Bach, Berlin 1925. Als Bildhauer schuf er Kleinplastiken, Bildnisbüsten und Grabmale aus Keramik und Bronze. Er entwickelte Modelle für die Königliche Porzellan-Manufaktur Berlin (KPM).
Wilhelm Repsold war Mitglied im Deutschen Künstlerbund. Er war in erster Ehe von 1914 bis 1928 mit Lu Märten verheiratet, einer Berliner Schriftstellerin, Kommunistin und Journalistin. Die zweite Ehe schloss er 1931 mit der Architektin Margarete Knüppelholz-Roeser, die den Ausstellungspavillon „Haus der Frau“ auf der Werkbundausstellung in Köln 1914 entworfen hatte. 
Für seinen Vater Carl Repsold und dessen Bruder Oscar Repsold schuf er 1911 den Grabstein mit Bronze-Relief auf der Familiengrabstätte Planquadrat K4 (Bergstraße, südlich Friedhofsmuseum), Friedhof Ohlsdorf.